# Acontia schwarzii
Acontia schwarzii är en fjärilsart som beskrevs av Smith 1900. Acontia schwarzii ingår i släktet Acontia och familjen nattflyn. Inga underarter finns listade i Catalogue of Life.